# Infografica

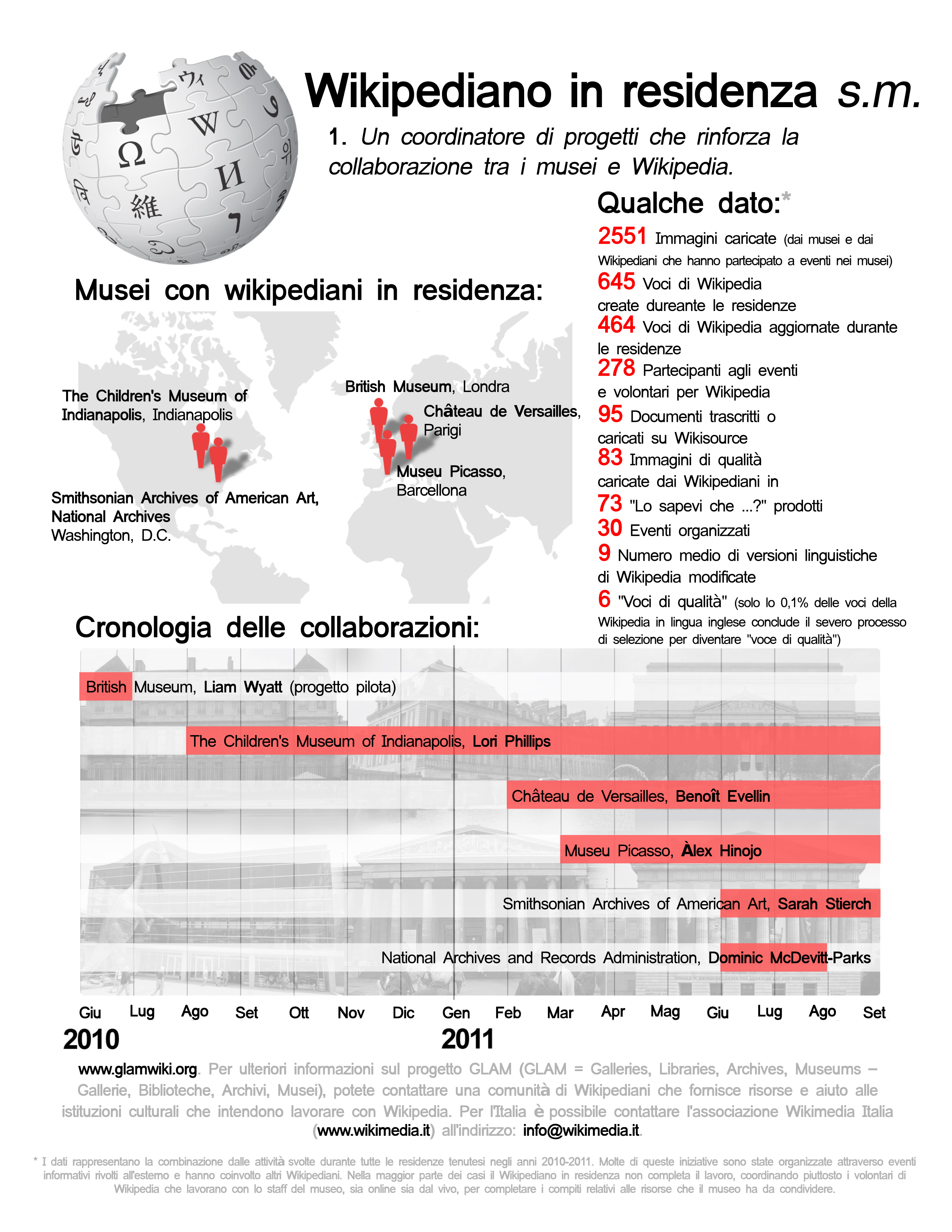
Infografica di Wikipedia

L'infografica (anche nota con termini inglesi  "information design", information graphic) è l'informazione proiettata in forma più grafica e visuale che testuale. Come tecnica è nata dall'incrocio della grafica con il giornalismo. Le immagini possono essere elaborate tramite computer e possono essere rappresentate in 2D o 3D, tramite immagini statiche o animate.
Alcuni esempi di infografica sono:
- tabelle
- diagrammi di flusso
- mappe concettuali
- schemi a blocchi
- istogrammi
- grafici
- mappe
- mappe topografiche
- schemi
- sistemi di segnaletica

## Storia dell'infografica

### Primi esperimenti
Nella preistoria, i nostri antenati hanno creato i primi esempi di infografica: le mappe. La cartografia infatti è di parecchi millenni precedente alla scrittura: le mappe di Çatal Hüyük sono datate all'incirca 7500 a.C.
Nel 1626, il gesuita Christoph Scheiner pubblica Rosa Ursina, in cui usa una grande varietà di elementi grafici per rivelare la sua ricerca astronomica sul Sole. In quella pubblicazione, Scheiner usa una serie di immagini per spiegare la rotazione del Sole.
Nel 1786, William Playfair pubblica i primi grafici di dati nel suo libro L'Atlante commerciale e politico. Il libro è pieno di grafici statistici che rappresentano l'economia del diciottesimo secolo, usando istogrammi e diagrammi a colonna. Playfair continua ad innovare ancora nel 1801 creando i primi diagrammi ad area nel suo breviary di statistica.
James Joseph Sylvester introduce il termine "grafico" nel 1878 e pubblica una serie di diagrammi rappresentanti la relazione fra legami chimici e proprietà matematiche. Questi sono considerati inoltre i primi grafici matematici.

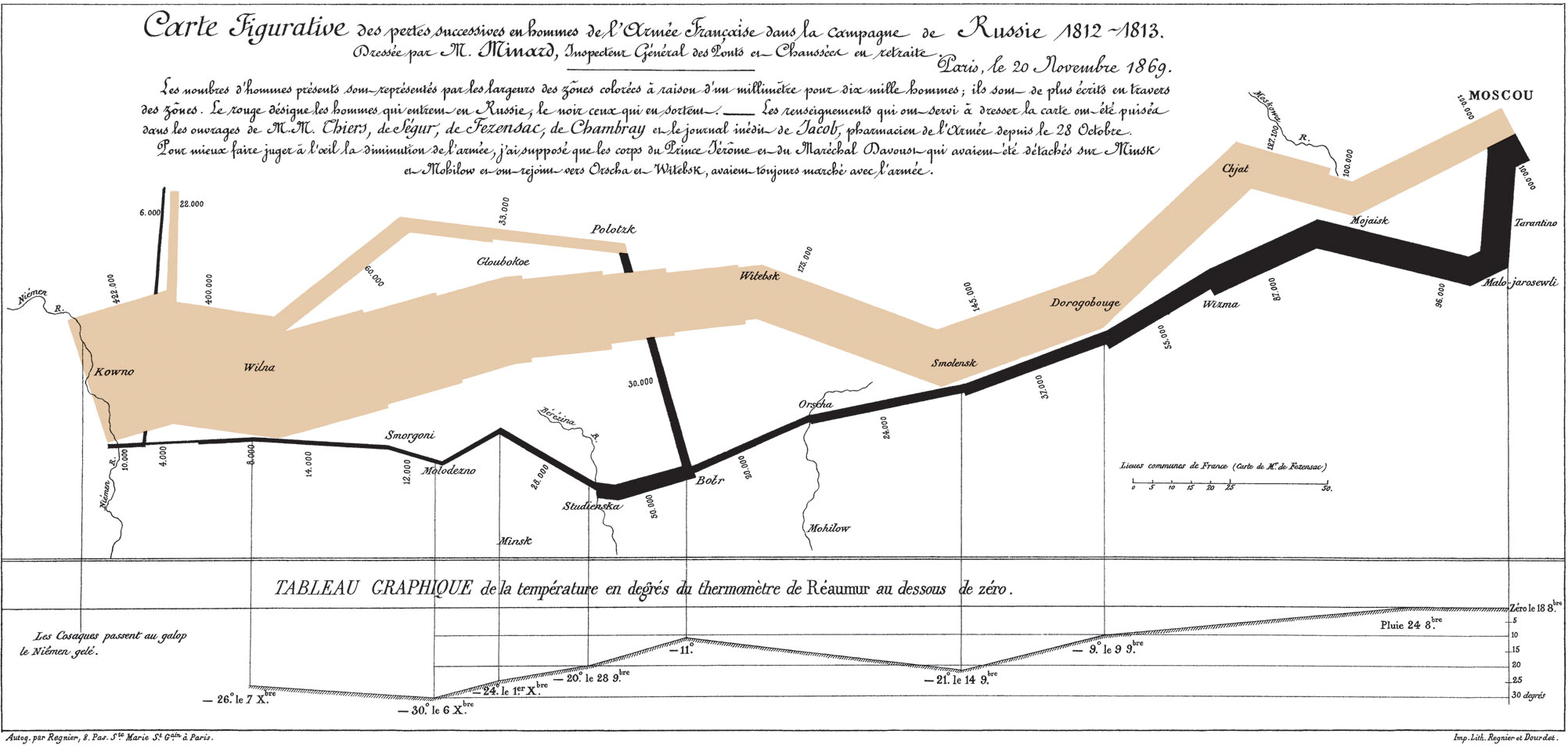
Il grafico di Charles Minard sulla marcia di Napoleone

Nel 1861, mediante un grafico seminale, venne rappresentata la disastrosa marcia su Mosca di Napoleone. L'autore di questo grafico, Charles Joseph Minard, è riuscito a rappresentare in una singola immagine bidimensionale, quattro diverse variabili che hanno contribuito al fallimento della marcia:
- La distanza e la direzione in cui l'esercito viaggiò.
- Le quote d'altitudine a cui viaggiarono le truppe.
- La quantità (espresso in numero di truppe) di soldati morti di fame e per le ferite.
- Le temperature gelide incontrate durante la marcia.

### Sviluppo di un linguaggio visivo
Nel primo dopoguerra inizia a pubblicare i suoi libri di divulgazione scientifica lo studioso tedesco Fritz Kahn, che è considerato uno dei padri della moderna infografica, dato che i suoi libri era arricchiti da caratteristiche illustrazioni ideate da Kahn stesso con cui, usando anche un linguaggio semplice e accessibile, spiegava le più disparate discipline.
Nel 1936, Otto Neurath introdusse un sistema di pittogrammi progettati come linguaggio visivo internazionale. Isotype (questo il nome del gruppo di pittogrammi) include una serie di figure umane stilizzate che saranno la base per le moderne icone di figure umane al tratto.
Nel 1972, Otl Aicher creò, in occasione delle Olimpiadi di Monaco di Baviera, una serie di pittogrammi divenuti molto popolari e che influenzarono (e continuano ad influenzare) lo stile nella stilizzazione della figura umana usata in tutta la segnaletica pubblica.

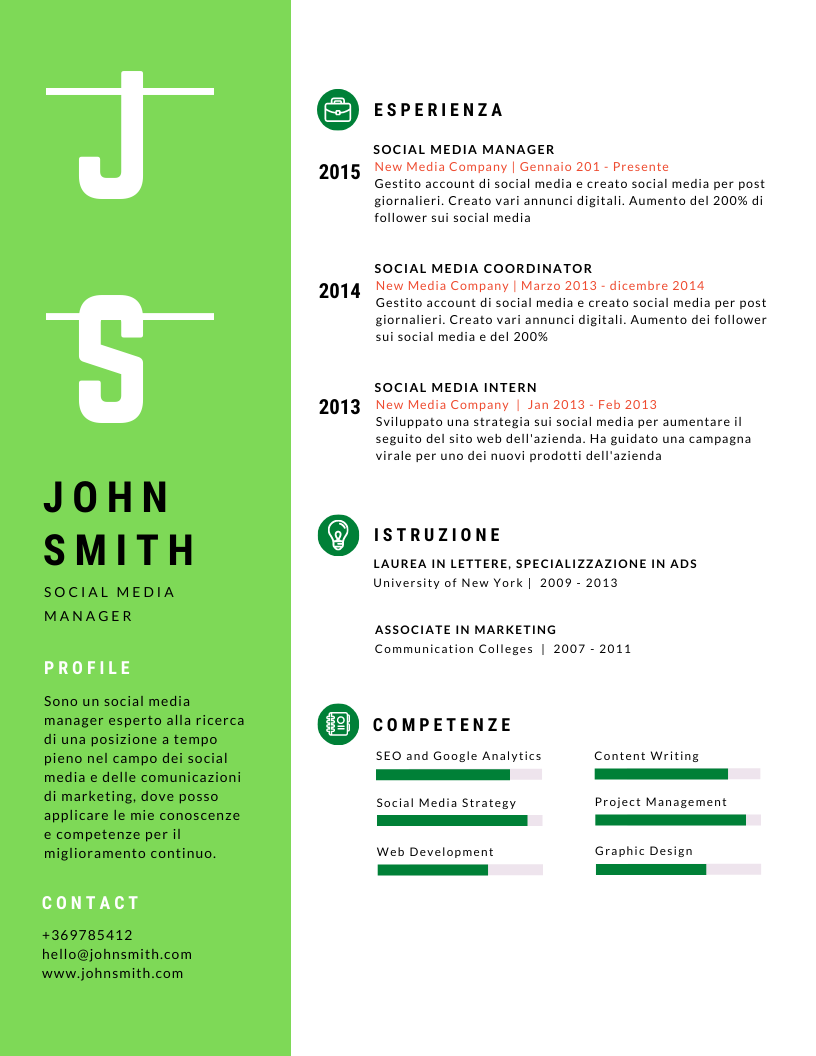
Esempio di infografiche utilizzate per creare un curriculum vitae

## Esperti contemporanei di infografica (noti anche comeinformation designers)
Edward Tufte, statistico e scultore, ha scritto una serie di libri considerati fondamentali per l'argomento infografica. Tufte tiene inoltre molti workshop e letture sull'argomento. Descrive il processo di incorporare molte dimensioni di informazioni in un'immagine bidimensionale che lui chiama "escaping flatland".
Nigel Holmes è un rinomato creatore di ciò che lui chiama explanation graphic (grafici di spiegazione). I suoi lavori non sono una semplice forma visiva di informazioni ma anche di "conoscenza" sul "come fare". Ha creato grafici per 16 anni per il Times magazine. È inoltre autore di alcuni libri sull'argomento.
Vicino e fortemente legato all'argomento infografica è l'information design; l'infografica infatti viene considerata una sezione del mondo dell'information design. Tra i designer contemporanei più famosi, oltre agli americani come Edward Tufte, Nigel Holmes, Peter Sullivan, Sam Ward e Donald Norman, va segnalato l'olandese Paul Mijksenaar. Il suo studio con sedi ad Amsterdam e New York è specializzato nello sviluppo di sistemi di informazione per l'orientamento. È il creatore di sistemi di segnaletica per grandi infrastrutture e per il trasporto pubblico chiamati wayfinding e waysigning.
Gli esempi più famosi del suo lavoro sono la segnaletica per molti aeroporti olandesi (tra cui quello di Amsterdam-Schiphol) e per l'aeroporto JFK di New York. In Italia ha curato la segnaletica dell'aeroporto sardo di Olbia.
Un altro esempio di ricerca nel settore infografica è il francese Bureau d'études.
Il Bureau si impegna a visualizzare argomenti molto complessi come ad esempio le strutture di potere negli USA, o il modo in cui i media negli states sono collegati tra di loro.
Creano mappe su argomenti come il potere, l'arte e l'economia, il governo del mondo da parte di banche private o sui sistemi contemporanei di bio-controllo.
Il Bureau visualizza queste complesse strutture d'organizzazione mappandole, sicuramente il modo per rendere queste informazioni complesse più facilmente accessibili. Nell'insieme, ciò che mirano a dimostrare è principalmente quanto complesse siano alcune strutture dei media e quale siano le attuali relazioni senza semplificarle, senza renderle più semplici da capire. L'obiettivo principale non è informare ma dimostrare il sovraccarico d'informazione a cui siamo soggetti come "lettori" (o più in generale, come fruitori d'informazioni).
Una nuova frontiera per l'infografica, apertasi grazie soprattutto alla diffusione capillare dei personal computer, è la sua rappresentazione animata, fruibile normalmente sulla rete internet nei siti online delle più importanti testate giornalistiche, nei siti dedicati all'educazione, nei più aggiornati strumenti multimediali fruibili sui siti dei motori di ricerca. Il recente sviluppo di software grafici ibridi che implementano linguaggi di programmazione e dall'utilizzo relativamente facile - come la piattaforma Adobe Flash che dal 31 dicembre 2020 è divenuto obsoleto - ha portato molti grafici editoriali e designer dell'informazione a pubblicare in rete una mole crescente di grafici più o meno interattivi, stimolando la creatività e ricercando nuovi standard di rappresentazione.

Con la nascita di HTML5 e CSS3 sono nate le infografiche non solo animate ma anche interattive e adattabili ai dispositivi mobili.

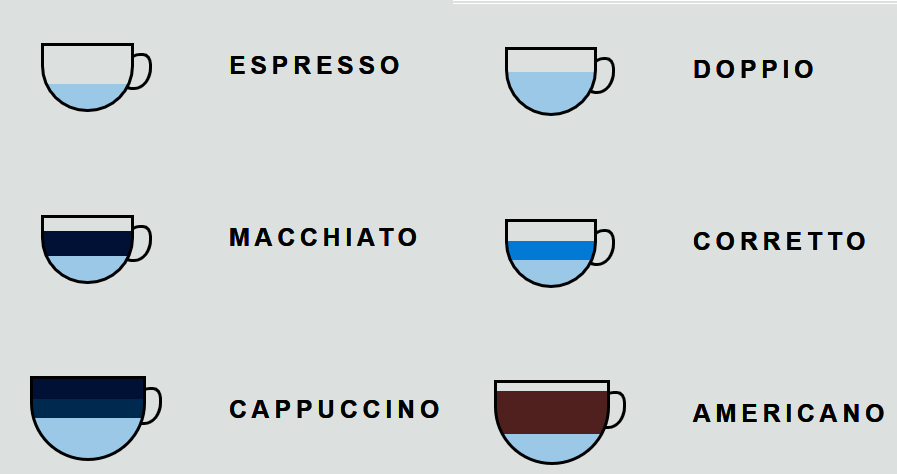
Infografica su desktop
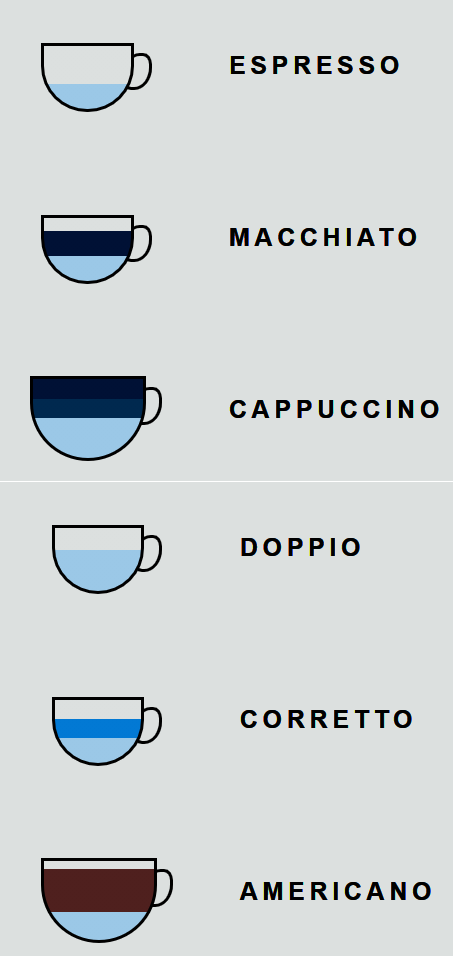
Stessa infografica su mobile

## Tipi di grafici delle informazioni
- tabella
- diagramma di flusso
- Istogramma
- mappa concettuale
- grafico
- mappa
- schema
- mappa topografica
- isoterma
- sistemi di segnaletica

## Interpretazione dell'infografica
Molta infografica è costituita da forme specializzate che rappresentano informazioni in forme sofisticate e spesso astratte.
Per interpretare correttamente il significato di questi grafici, il fruitore necessita di un corretto livello di conoscenza grafica (in inglese graphicacy). In molti casi, il livello di complessità richiede capacità di decodifica acquisite e non innate nell'individuo. Ad un livello basilare, un segno o un segnale deve essere decodificato prima che i sensi percepiscano l'insieme. Tuttavia, una conoscenza delle convenzioni per la distribuzione e l'organizzazione dei vari componenti è necessaria per migliorare la comprensione.

Esempi di infografiche non chiare, dal cattivo design e troppo ricche di informazioni:

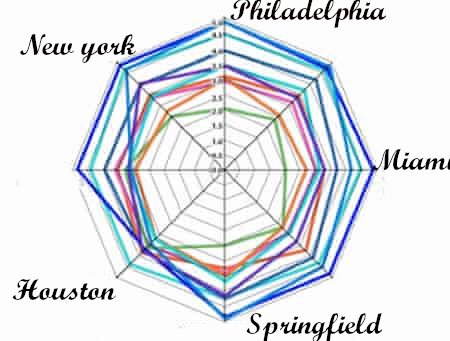
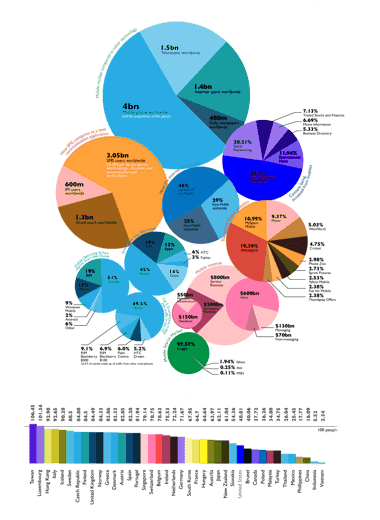
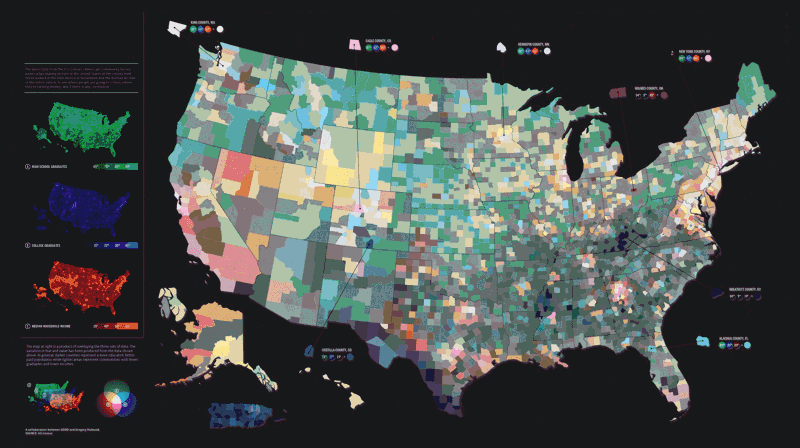
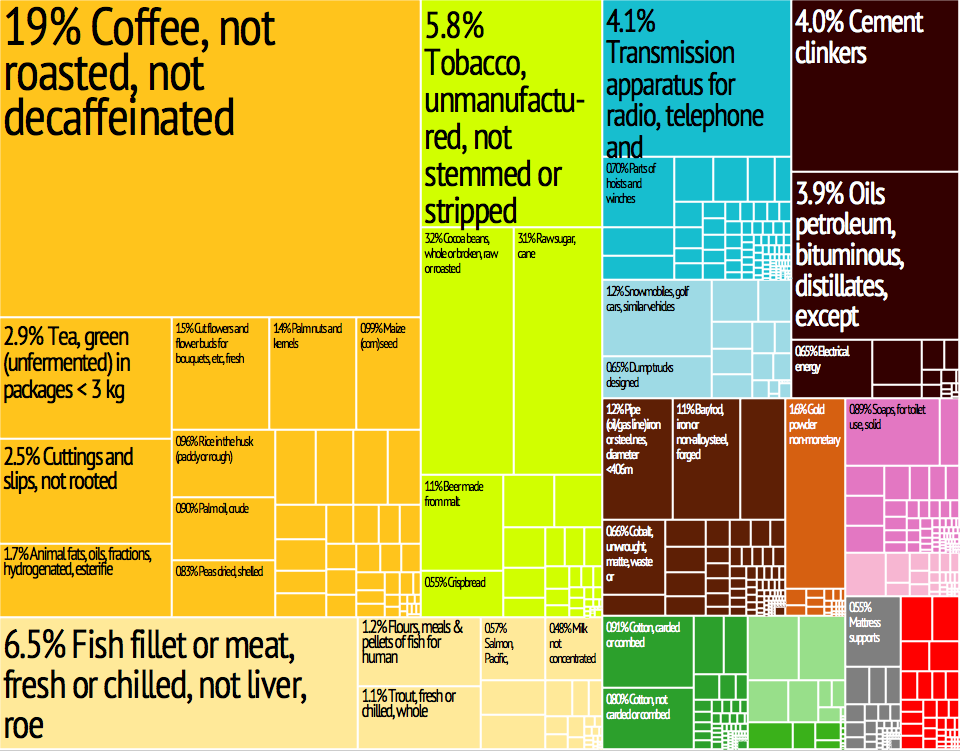

## Galleria d'immagini

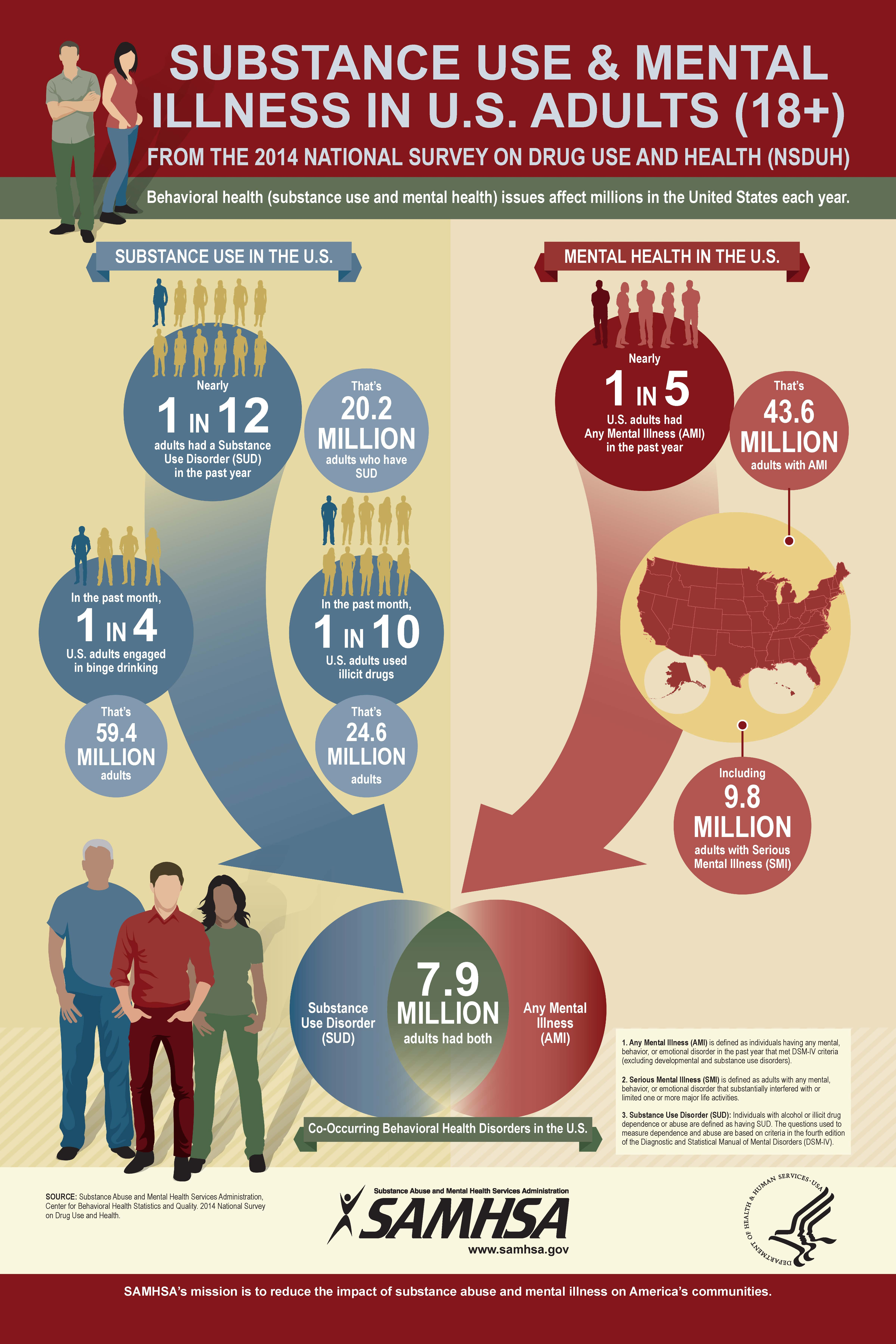
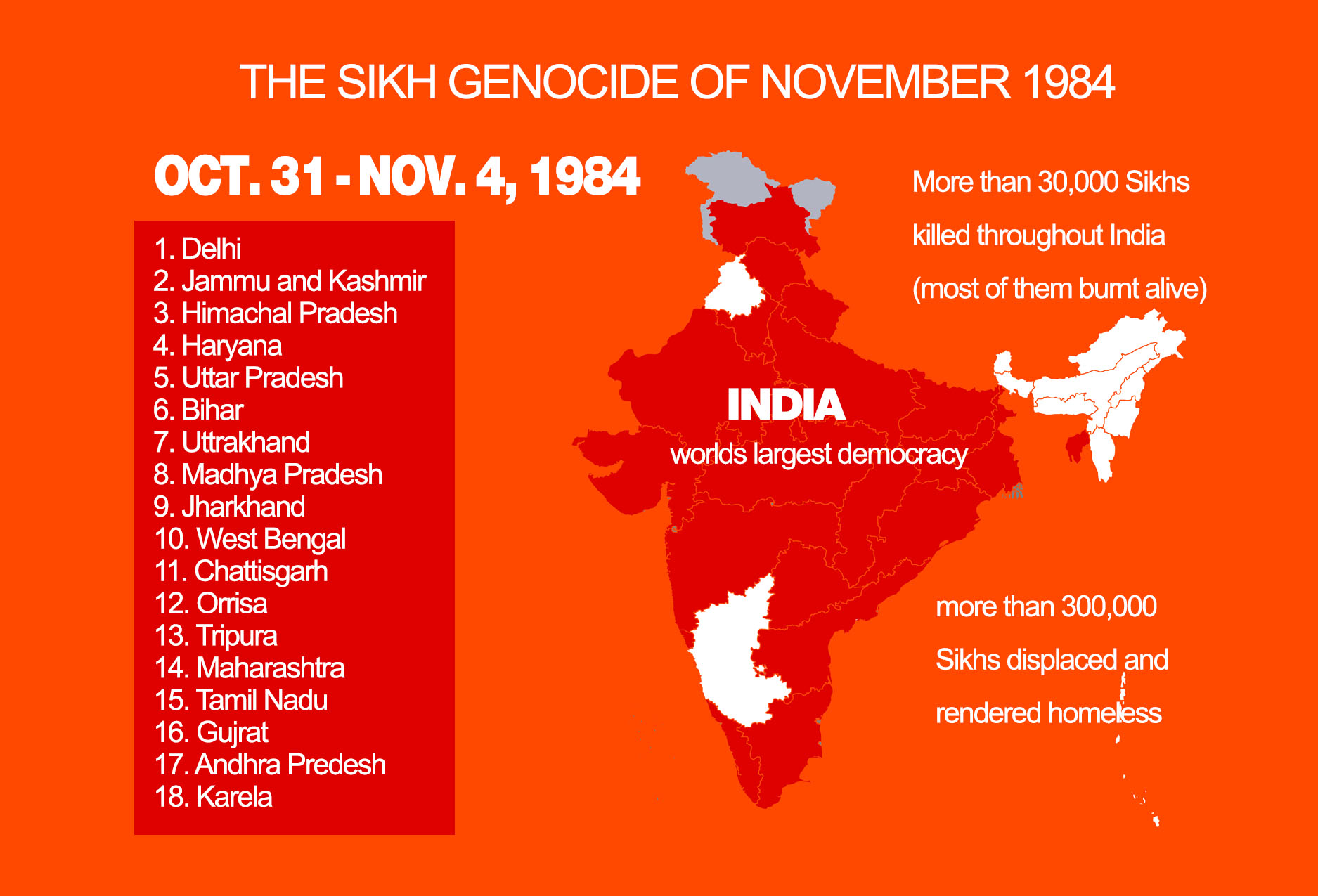
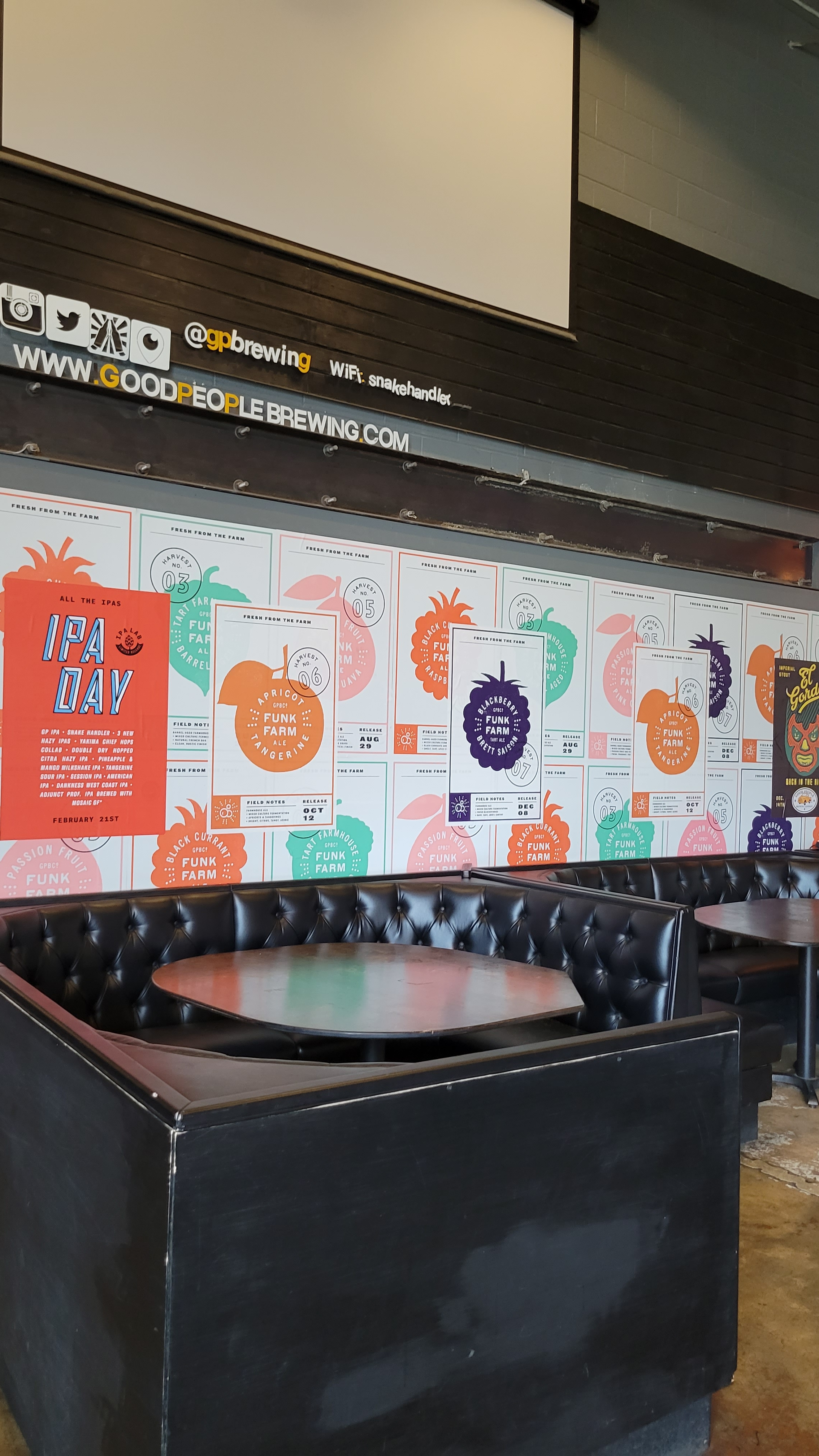
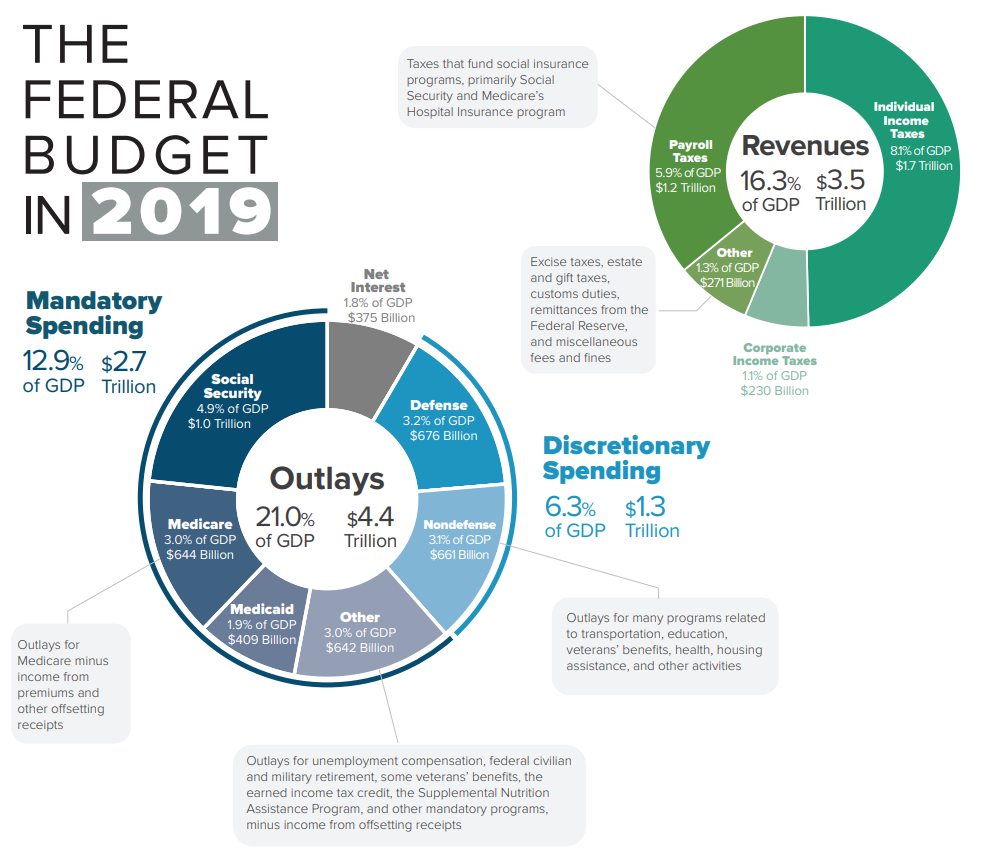